# 小牧市立北里中学校
小牧市立北里中学校（こまきしりつ きたさとちゅうがっこう）は、愛知県小牧市にある市立中学校。

## 教育方針
- 校訓「希望・協同・努力」

## 沿革
- 1947年4月18日 - 開校

## 周辺
- 小牧北里郵便局
- 小牧市立北里小学校
- 小牧市北里市民センター
  - 小牧市役所北里支所
  - 小牧消防署南支署
  - 小牧市立図書館北里市民センター図書室 - 図書館。
  - 児童館
- JA尾張中央北里支店
- テクノワシノ本社工場
- 国道41号
- 名古屋高速11号小牧線

## 交通
- こまき巡回バス（藤島・小針コース） JA北里支店前停留所下車